# Alexandre Joly (évêque)
Alexandre Joly, né le 9 octobre 1971, est un prélat catholique français, évêque de Troyes depuis le 11 décembre 2021.

## Biographie
Alexandre Joly effectue ses études secondaires à Rouen, d'abord au collège Jean-Baptiste-de-la-Salle puis au lycée Camille-Saint-Saëns.
Il entre au séminaire de Paray-le-Monial peu avant l'âge de 18 ans.
Ordonné prêtre le 28 juin 1997 pour l’archidiocèse de Rouen, il poursuit ses études à Rome et Oxford, après son ordination.
Alexandre Joly est ensuite vicaire à la paroisse Notre-Dame de Rouen Centre en 2000 ainsi qu'aumônier des étudiants, puis curé de la paroisse Saint-Jacques de Mont-Saint-Aignan tout en demeurant aumônier des étudiants.
De 2006 à 2008, il est directeur du Service diocésain de la Catéchèse.
En 2008, il est nommé secrétaire général du synode pour le diocèse de Rouen qui sera célébré en 2009-2010.
De 2011 à 2018, il est directeur du Service diocésain Liturgie et Sacrements.
De 2013 à 2017, Alexandre Joly est vicaire épiscopal pour l'archidiocèse de Rouen chargé des laïcs en mission ecclésiale et curé de la paroisse Saint-Paul de Quevilly–Couronne.
De septembre 2017 au 14 décembre 2018, il est vicaire général du diocèse de Rouen.

## Évêque
Nommé évêque titulaire de Privata et évêque auxiliaire de Rennes, Dol et Saint Malo le 14 décembre 2018, il reçoit la consécration épiscopale des mains de Pierre d'Ornellas, archevêque de Rennes, le 10 février 2019. Il choisit pour devise « Totus christus », expression tirée du Sermon 42 d'Isaac de l'Étoile et signifiant « Le Christ, tête et membres ».
Il est chargé au sein de la conférence des évêques de France de coordonner la démarche préparant le synode de l'église universelle. Il est membre de la Commission Doctrinale en 2018 puis membre du Conseil Permanent en 2021.
Le 11 décembre 2021, le pape François le nomme évêque de Troyes,, il est installé le 23 janvier 2022 en la cathédrale Saint-Pierre-et-Saint-Paul à Troyes, en présence de l'archevêque métropolitain de Reims, Éric de Moulins-Beaufort et de Celestino Migliore, nonce apostolique en France.
Il est membre de la XVIe Assemblée Générale du Synode des Évêques sur la Synodalité.